# Russell Group
Russell Group és un grup d'universitats britàniques líders en investigació, establert el 1994 per a representar els seus interessos davant el Govern Britànic, el Parlament i altres organismes similars. Considerat sovint l'equivalent britànic de la Ivy League dels EUA, comprèn la majoria de les principals universitats del Regne Unit.
El nom es deu al fet que les primeres reunions informals del grup van tenir lloc a l'Hotel Russell a la Russell Square de Londres.
En l'actualitat les Universitats membres del Russell Group són: 
- Universitat de Birmingham
- Universitat de Bristol
- Universitat de Cambridge
- Universitat de Cardiff
- Universitat d'Edimburg
- Universitat d'Exeter
- Universitat de Glasgow
- Imperial College London
- King's College de Londres
- Universitat de Leeds
- Universitat de Liverpool
- London School of Economics
- Universitat de Manchester
- Universitat de Newcastle upon Tyne
- Universitat de Nottingham
- Universitat d'Oxford
- Universitat de Sheffield
- Universitat de Southampton
- University College London
- Universitat de Warwick, Coventry